# Fuck the Universe
Fuck the Universe — третий студийный альбом шведской блэк-метал-группы Craft, выпущенный 17 сентября 2005 года на лейбле Carnal Records.

## Отзывы критиков
Альбом получил положительные отзывы от музыкальных критиков. Рецензент Blabbermouth пишет: «В Fuck the Universe есть всё: злость предвидения, композиционная мощь и тёмная атмосфера, которая гасит все лучи света». Критик портала metal1.info сравнил альбом с творчеством групп Ondskapt, Celtic Frost, Satyricon и Darkthrone.

## Список композиций
| №                   | Название                      | Длительность |
| ------------------- | ----------------------------- | ------------ |
| 1.                  | «Earth a Raging Blaze»        | 4:48         |
| 2.                  | «Thorns in the Planet’s Side» | 7:35         |
| 3.                  | «Fuck the Universe»           | 4:59         |
| 4.                  | «Assassin 333»                | 4:31         |
| 5.                  | «Demonspeed»                  | 5:00         |
| 6.                  | «Terni Exustæ: Queen Reaper»  | 2:42         |
| 7.                  | «Xenophobia»                  | 3:23         |
| 8.                  | «The Suffering of Others»     | 3:45         |
| 9.                  | «Destroy All»                 | 2:54         |
| 10.                 | «According to Him»            | 4:59         |
| 11.                 | «Principium Anguis»           | 6:37         |
| Общая длительность: | Общая длительность:           | 51:18        |

## Участники записи

### Craft
- Daniel Halén — ударные
- Joakim Karlsson — гитара
- John Doe — соло-гитара, бас-гитара
- Mikael Nox — вокал

### Приглашённые музыканты
- Björn Pettersson, Kaos131, Shamaatae — вокал, шумы